# Рогашка Слатина
Рогашка Слатина (на словенски: Rogaška Slatina) е град в Словения, Савински регион. Административен център на община Рогашка Слатина. Според Националната статистическа служба на Република Словения през 2002 г. градът има 4801 жители.

## Демография
Броят на населението в годините 1869–2002 е както следва: